# Lie A. Dharmawan
Lie Augustinus Dharmawan (chiń. Lie Tek Bie; ur. 16 kwietnia 1946 w Padangu) – indonezyjski lekarz. Jest założycielem pierwszego prywatnego szpitala wodnego w Indonezji. W ramach fundacji doctorSHARE zapewnia nieodpłatne usługi zdrowotne dla ludności w odległych regionach Indonezji, gdzie brak dostępu do standardowej opieki medycznej.
Nie został przyjęty na studia w swoim rodzimym kraju. W 1967 roku wyjechał do Niemiec, gdzie rozpoczął edukację na Wolnym Uniwersytecie Berlińskim. W 1978 roku został doktorem nauk medycznych. W 1971 roku  założył Organizację Indonezyjskich Studentów Medycyny. Był czynny w Stowarzyszeniu Lekarzy Indonezyjskich w Niemczech Zachodnich. Później wrócił do Indonezji, gdzie zdobył próbne zatrudnienie w Semarang. Po pomyślnym okresie próbnym mógł rozpocząć pracę w szpitalu Rajawali w Bandungu. W 1988 roku uzyskał zatrudnienie w szpitalu Husada w Dżakarcie, a w 2000 roku został tam głównym chirurgiem. W 1998 roku Lie zaangażował się w indonezyjskie ruchy społeczne, uczestnicząc w demonstracjach prowadzonych przez studentów. Został również prelegentem na seminarium z okazji 50. rocznicy ruchu ONZ na rzecz praw człowieka. W kwietniu 1999 r. Lie został zmuszony do ucieczki do Niemiec. Do Indonezji wrócił w maju 2000 r., kiedy sytuacja się uspokoiła. Wstąpił do Stowarzyszenia Chińskich Indonezyjczyków (INTI). Za pośrednictwem tego stowarzyszenia Lie świadczył usługi społeczne w całej Indonezji, m.in. po tsunami w Aceh i klęskach żywiołowych w Bengkulu i Padangu. W 2009 r. założył fundację doctorSHARE. Utworzony przez niego szpital wodny po raz pierwszy wypłynął 16 marca 2009 r. Później założono drugi szpital wodny, we współpracy z Fundacją Ekadharma.